# بارتيلمي هربلو
بارتيلمي هِرْبلُو (بالفرنسية: Barthélemy d'Herbelot de Molainville)‏ ( 1034 - 1106 ه‍ / 1625 - 1695 م ) هو مستشرق فرنسي.
له «معجم عربي فارسي تركي» وباشر بترجمة «تاريخ المسلمين» للمكين، إلى الفرنسية وأتمها جالان.